# Kristin Böse
Kristin Böse (geboren 1973 in Rostock) ist eine deutsche Kunsthistorikerin und Professorin für mittelalterliche Kunst am Kunstgeschichtlichen Institut der Johann Wolfgang Goethe-Universität Frankfurt am Main.

## Leben
Böse studierte von 1993 bis 1999 Kunstgeschichte, Ältere deutschen Literatur und Klassische Archäologie an der Universität Hamburg und der Université de Bourgogne in Dijon. Von 2000 bis 2002 erhielt sie ein Doktorandenstipendium der Universität Hamburg und 2003 ein Doktorandenstipendium am Deutschen Historischen Institut in Rom. 2004 promovierte sie im Fach Kunstgeschichte an der Universität Hamburg mit der Schrift „Gemalte Heiligkeit. Bilderzählungen neuer Heiliger in der italienischen Kunst des 14. und 15. Jahrhunderts“; die Doktorarbeit wurde 2010 mit dem Hans-Janssen-Preis der Niedersächsischen Akademie der Wissenschaften zu Göttingen ausgezeichnet. Von 2003 bis 2010 war sie wissenschaftliche Mitarbeiterin am Kunsthistorischen Institut der Universität zu Köln. 2010 bis 2013 war sie Fellow der Fritz Thyssen-Stiftung; das von der Stiftung geförderte Projekt „Ornament, Zeichen und Raum. Konstruktion von Identität in spanischen Handschriften des 10.–12. Jh.“ untersuchte die frühmittelalterliche Buchmalerei Nordspaniens im Kontext der sich seit 711 verschiebenden politischen Grenzen und Räume zwischen christlich und muslimisch dominierten Gebieten. 2013 war sie visiting scholar am Institute for German Cultural Studies der Cornell University. 2014 war sie wissenschaftliche Mitarbeiterin am Zentrum für Mittelalterstudien (ZEMAK), Universität zu Köln. 2015 habilitierte sie mit „Von den Rändern her gedacht. Visuelle Rahmungsstrategien in frühmittelalterlichen Handschriften am Beispiel der Iberischen Halbinsel“. Von 2014 bis 2018 war sie Vertretungsprofessorin am Institut für Kunstgeschichte der HHU Düsseldorf. Seit 2018 ist Böse Professorin für mittelalterliche Kunst am Kunstgeschichtlichen Institut der Johann Wolfgang Goethe-Universität Frankfurt am Main.
Unter Böses Forschungsschwerpunkten finden sich visuelle Ordnungen und Strukturen in mittelalterlichen Handschriften, mittelalterliche Textilien unter den Aspekten von Medialität und Materialität, Modalitäten des Ornaments, künstlerische Transfer- und Austauschprozesse und die Spanische Kunst des Mittelalters, die Ausstattung von Klöstern weiblicher Gemeinschaften und Hagiographie und Frömmigkeit in der spätmittelalterlichen Kunst.

## Werke (Auswahl)

### Monographien
- Von den Rändern her gedacht. Visuelle Rahmungsstrategien in Handschriften der Iberischen Halbinsel (= Sensus. Studien zur mittelalterlichen Kunst. Band 8). Böhlau, Köln 2018.
- Beziehungsreiche Gewebe. Textilien im Mittelalter. Peter Lang, Frankfurt 2012.

### Herausgeberin
- mit Susanne Wittekind: AusBILDung des Rechts. Vermittlung und Systematisierung von Wissen in mittelalterlichen Rechtshandschriften. Peter Lang Frankfurt 2009.
- mit Stephan Hoppe: Raum und Ort als Kategorien der Kunstgeschichte (= Themensonderheft der Rezensionszeitschrift Kunstform. Band 7) 2006.
- Gemalte Heiligkeit. Bilderzählungen neuer Heiliger in der italienischen Kunst des 14. und 15. Jahrhunderts. Michael Imhof, Petersberg 2008.

### Artikel
- Der Codex als offenes Gebilde. Überlegungen zur fragilen Materialität mittelalterlicher Handschriften. In: Patrizia Carmassi, Gia Toussaint (Hrsg.): Codex und Material. Wiesbaden 2018, S. 91–118.
- Das Kreuz an der Schwelle. Strategien der Vergegenwärtigung in nordspanischen Handschriften des 10. und 11. Jahrhunderts. In: Frühmittelalterliche Studien. Band 46, 2012, S. 373–389.
- Zur Lesbarkeit des Unleserlichen. Ornamentalität in Bildmustern spanischer Buchstabenlabyrinthe. In: Vera Beyer, Christian Spiess (Hrsg.): Ornament. Motiv, Modus, Bild. Wilhelm Fink, Paderborn 2012, S. 287–314.
- Spürbar und unvergänglich. Zur Visualität, Ikonologie und Medialität von Textilien und textilen Reliquiaren im mittelalterlichen Reliquienkult. In: Marburger Jahrbuch für Kunstwissenschaft. Band 33, 2007, S. 7–27.